# Šarišská Trstená
Šarišská Trstená est un village de Slovaquie situé dans la région de Prešov.

## Histoire
Première mention écrite du village en 1345.

## Démographie

### Évolution de la population
| Année:               | 1994. | 2004.    | 2014.    | 2024.    |
| -------------------- | ----- | -------- | -------- | -------- |
| Nombre de personnes: | 219   | 271      | 341      | 377      |
| Différence:          |       | +23,74 % | +25,83 % | +10,55 % |

| Année:               | 2023. | 2024.   |
| -------------------- | ----- | ------- |
| Nombre de personnes: | 370   | 377     |
| Différence:          |       | +1,89 % |